# 신다린
신다린(Sindarin)은 J. R. R. 톨킨이 만든 인공어로서, 판타지 소설《반지의 제왕》에 나오는 가운데땅에서 쓰이는 언어이다. 대개 텡과르로 표기한다.

## 역사
신다린의 역사는 《실마릴리온》 등에 기록되어 있다.
신다린은 꿰냐와 같이 공통 요정어에서 분화하여 나왔다. 발리노르로 건너간 요정들이 쓴 꿰냐와 달리 신다린은 중간계에 남아 있던 텔레리 요정들이 썼고, 두 집단 사이에 서로 교류가 없었기 때문에 서로 다른 언어가 될 정도로 상당한 차이가 생기게 되었다.
중간계(Middle Earth, 미들 어스.)로 귀환한 놀도르도 일상적으로 신다린을 쓰게 되었다. 놀도르가 선주민들보다 신다린에 빠르게 적응했으며,이는 텔레리의 왕 싱골이 놀도르가 중간계로 돌아오면서 발리노르의 텔레리를 학살한 것에 대한 징계의 목적으로, 놀도르들에게 꿰냐를 쓰지 못하게 했기 때문이다.